# Egipt na Letnich Igrzyskach Olimpijskich 1924
Egipt na Letnich Igrzyskach Olimpijskich 1924 reprezentowało 23 sportowców w ośmiu dyscyplinach, którymi byli wyłącznie mężczyźni. Był to trzeci występ tego kraju na igrzyskach olimpijskich i kolejny bez medalu.
W Olimpijskim Konkursie Sztuki i Literatury wystąpił jeden Egipcjanin – był nim malarz Enayat Allah Ibrahim. Ani jedno z jego trzech dzieł nie zdobyło medalu.

## Wyniki

### Boks
- Miszal Haddad – waga lekka (odpadł w pierwszej rundzie)

### Kolarstwo
- Ahmed Salem Hassan
  - jazda indywidualna na czas (nie ukończył)
  - 50 km (nie ukończył)
- Mohamed Madkour
  - jazda indywidualna na czas (46. miejsce)
  - 50 km (nie ukończył)
- Mohamed Ali Mahmoud – 50 km (nie ukończył)

### Lekkoatletyka
- Muhammad as-Sajjid
  - bieg na 1500 metrów (odpadł w eliminacjach)
  - bieg na 5000 metrów (odpadł w eliminacjach)

### Piłka nożna
- Abd as-Salam Hamdi, Ahmad Salam, Ali al-Hasani, Ali Rijad, Isma’il as-Sajjid Muhammad Huda, Husajn Hidżazi, Ibrahim Jakan, Kamil Taha, Fu’ad al-Dżamil, Rijad Szauki, Riskalla Henain – 5T. miejsce

### Podnoszenie ciężarów
- Ahmad Sami – waga średnia (4. miejsce)

### Strzelectwo
- Krikor Agathon – pistolet szybkostrzelny, 25 m (19. miejsce)

### Szermierka
- Krikor Agathon – szpada indywidualnie (odpadł w fazie ćwierćfinałowej)
- Joseph Misrahi – szpada indywidualnie (odpadł w fazie ćwierćfinałowej)
- Ahmed Mohamed Hassanein – szpada indywidualnie (odpadł w pierwszej rundzie)

### Zapasy
Styl klasyczny
- Ahmad Rahmi – waga lekka (odpadł w drugiej rundzie)
- Ibrahim Mustafa – waga półciężka (4. miejsce)